# Hamburgo Velho
Hamburgo Velho ist ein Stadtteil von Novo Hamburgo im brasilianischen Bundesstaat Rio Grande do Sul. Er geht zurück auf die deutsche Ortschaft Hamburger Berg, benannt nach der deutschen Einwandererfamilie Schmitt, die dort nach ihrer Auswanderung am 8. August 1825 aus Bechenheim, einem Dorf nahe Alzey in Rheinhessen, wohnhaft wurde.

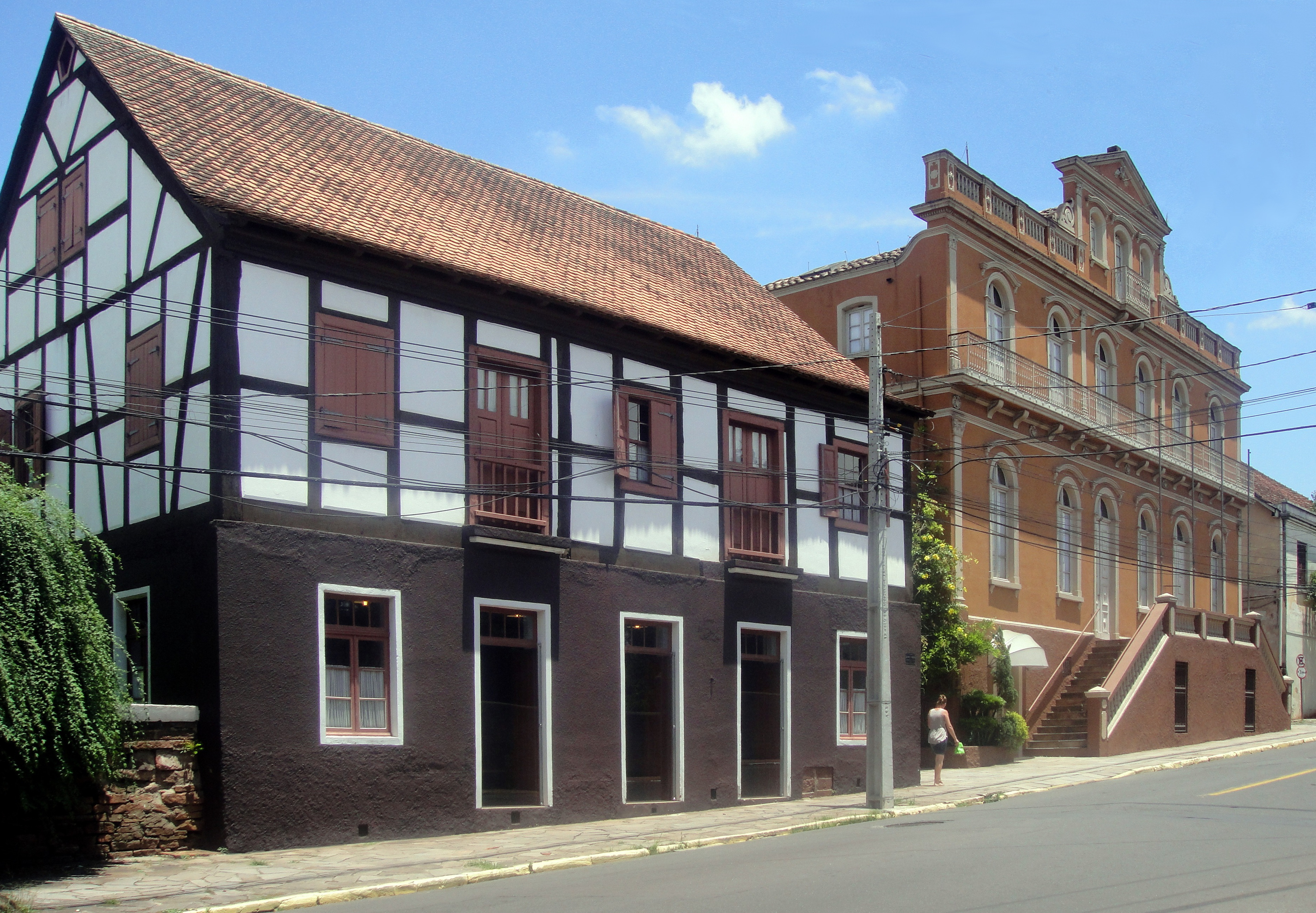
Casa Schmitt-Presser

Der historische Name Hamburger Berg hat nichts zu tun mit der Stadt Hamburg, sondern leitet sich ab von Johann-Peter Schmitt (geb. 8. Juni 1801 in Bechenheim), genannt Hann-Peter. Dieser lebte auf dem Hügel, später Hamburger Berg genannt, und betrieb dort einen Lebensmittelhandel. So heißt das heute älteste Gebäude in Novo Hamburgo aus dem Jahr 1831 Casa Schmitt. Im Tal verlief später die Eisenbahn, 1870 erbaut von den Engländern. Bei der Bezeichnung des errichteten Bahnhofes kam es zu folgender Namensgebung: Hampeters Berg. Aus dem Hann- wurde fälschlicherweise ein Ham- und die Engländer nannten den Bahnhof Hamburger Berg. Diese Namensveränderungen durch Sprachunkenntnisse geschahen im damaligen Brasilien häufig. Aus Hamburger entwickelte sich der Name der Stadt Novo Hamburgo.
Hamburger Berg zählte zunächst zum Munizip São Leopoldo, der ältesten deutschen Kolonie in Rio Grande do Sul, und lag etwa zehn Kilometer vom Hauptort São Leopoldo entfernt. 1934 ließen sich dort im Adressbuch der Deutschen im Auslande über 200 deutsche Familiennamen nachweisen. Der historische Stadtteil umfasst heute etwa 1000 Gebäude. Umliegende Bairros sind Guarani, Jardim Mauá, Canudos, São Jorge, São José, Vila Nova und Centro.